# Nebula (Marvel Comics)
Nebula egy kitalált szereplő a Marvel Comics-képregényekben és azok filmes változataiban, a Marvel-moziuniverzumban. A galaxis őrzői első részében jelenik meg először, de annak folytatásában, valamint a Bosszúállók: Végtelen háború és a Bosszúállók: Végjáték című filmekben is szerepel. A mozifilmekben Karen Gillan alakítja őt.
Nebula a luphomoid fajba tartozik, a faj egyik utolsó képviselője (akárcsak Gamora a saját fajának). Thanos fogadott lánya, és fogadott testvére Gamorának. Apjuk Gamorát és Nebulát gyerekkorukban sokat versenyeztette; mindig Nebula vesztett. Thanos büntetésből számos alkalommal kicserélte Nebula organikus részeit gépi alkatrészekre, kiborgot alkotva lányából, hogy ezáltal erősebbé tegye őt. Nebula eleinte Ronan, a vádló oldalán szolgál, később kibékül Gamorával és segít a galaxis őrzőinek valamint a Bosszúállók csapatának legyőzni Thanost.